# Nina Svetlanova
Nina Svetlanova   (Kíiv, 23 de gener de 1932) és una pianista i educador de concerts russo-estatunidenca

## Biografia
Es va convertir en ciutadana naturalitzada dels Estats Units el 1983. Ha estat professora de piano a la "Manhattan School of Music" i al "Mannes College of Music" de Nova York des de finals dels anys setanta. Abans de la seva carrera docent, era coneguda com a pianista de concerts i artista col·laboradora, essent la pianista principal que treballava amb la mezzosoprano armenia Zara Dolukhànova.
Svetlanova es va graduar al Conservatori de Moscou a la classe de Heinrich Neuhaus, amb qui va estudiar entre els 16 i els 23 anys (1948–1955), durant un període de set anys. Abans, havia estat alumna de Grigory Kogan i Sofia Kogan al "Gnesin Music College", on va estudiar des dels cinc anys (1937-1948).
Després de graduar-se al Conservatori de Moscou (classe de 1955), es va convertir en l'Opera Konzertmeister (professora d'òpera) al famós Teatre Bolxoi. Més tard es va convertir en pianista a la llista oficial de l'Associació de Concerts de la Filharmònica de Moscou, anomenada Moskonzert, que era l'oficina principal responsable de tots els concerts a l'URSS. Com a pianista de Moskonzert, Svetlanova va recórrer el món tocant amb instrumentistes i conjunts i treballant estretament amb Zara Dolukhanova.
Es va mudar a la ciutat de Nova York el 1975. Els seus estudiants més destacats són Josu de Solaun Soto, Hyung-ki Joo, la taiwanesa Peiwen Chen i Brian Zeger, director artístic de Juilliard's Ellen i James S. "Marcus Institute for Vocal Art".